# Motherby-Denkmal

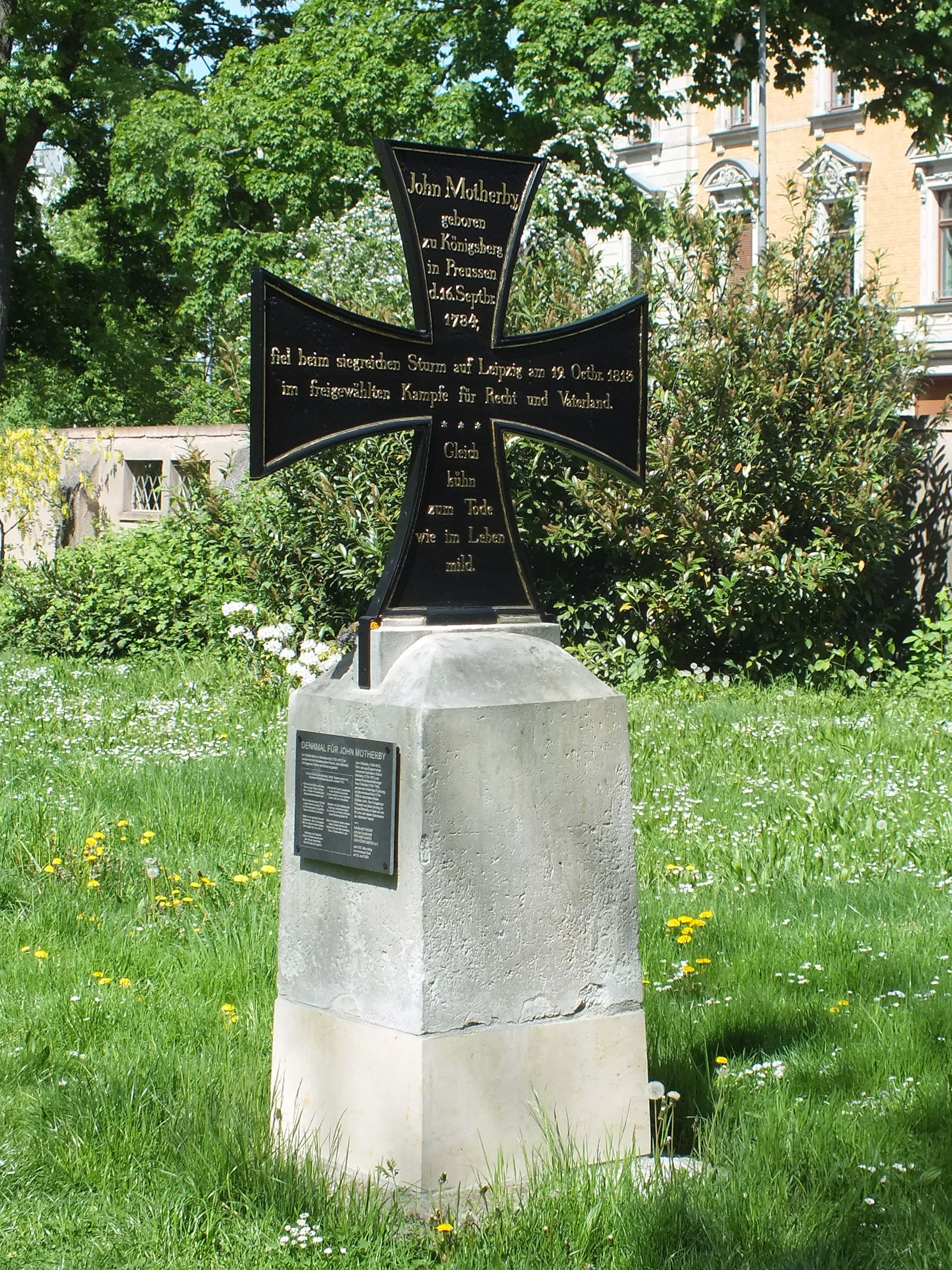
Motherby-Denkmal (2025), ehem. Rückseite mit Infotafel am Sockel

Das Motherby-Denkmal in Leipzig erinnert an den Hauptmann John Motherby (1784–1813) aus Königsberg, der in der Leipziger Völkerschlacht gefallen ist. Es steht unter Denkmalschutz.

## Lage und Gestalt
Das Motherby-Denkmal befindet sich auf der nördlichen Seite des Alten Johannisfriedhofs. Es ist ein gusseisernes Kreuz auf einem Sandsteinsockel mit einer Gesamthöhe von 2,20 m. Das Kreuz hat die Form des von Karl Friedrich Schinkel (1781–1841) im Jahr 1813 gestalteten Ordens des Eisernen Kreuzes.
Die (ehemalige) Vorderseite trägt auf drei Armen des Kreuzes die Inschrift: John / Motherby / Hauptmann im Königl. Ostpreuss. Königsberger Landwehrbataillon. und auf dem unteren Arm eine nach unten geneigte Fackel. Auf der Rückseite steht: John / Motherby / geboren / zu Königsberg / in Preussen / d. 16. Septr. / 1784 / fiel beim siegreichen Sturm auf Leipzig am 19. Octbr. 1813 / im freigewählten Kampfe für Recht und Vaterland / *** / Gleich / kühn / zum Tode / wie im Leben / mild. Am Sockel befindet sich eine Infotafel.

## Geschichte

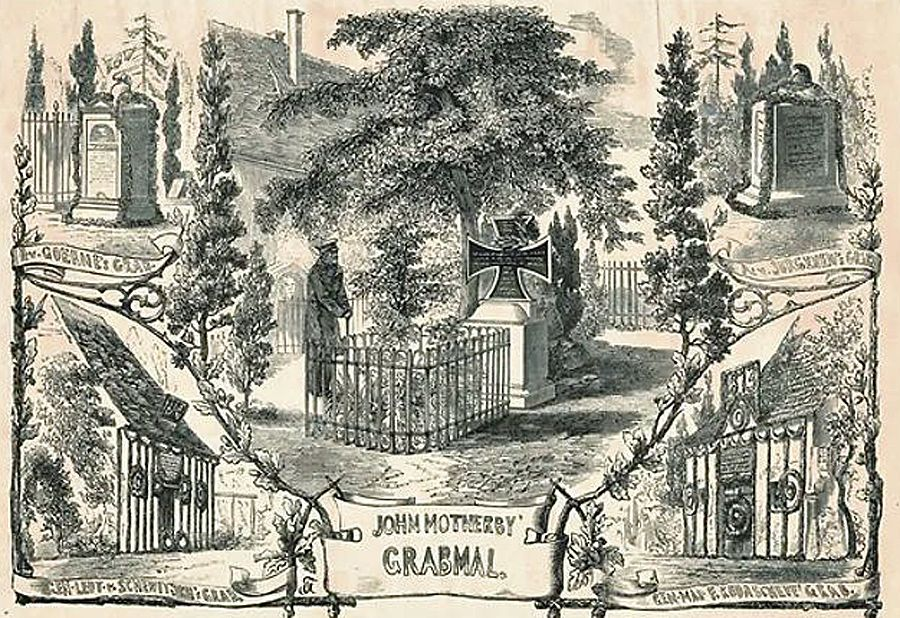
John Motherbys Grab (um 1860)

Der Königsberger Regierungsrat John Motherby, der einer aus England eingewanderten Familie entstammte, gehörte als Hauptmann der von Major Karl Friedrich Friccius (1779–1856) geführten 1. ostpreußischen Landwehr-Bataillon an, das am 19. Oktober 1813 das Äußere Grimmaische Tor erstürmte. Dabei fiel Motherby durch einen Kopfschuss. Er wurde am 20. Oktober auf dem nahen Johannisfriedhof beerdigt. Etwa 1815 kam das Eisenkreuz auf sein Grab.

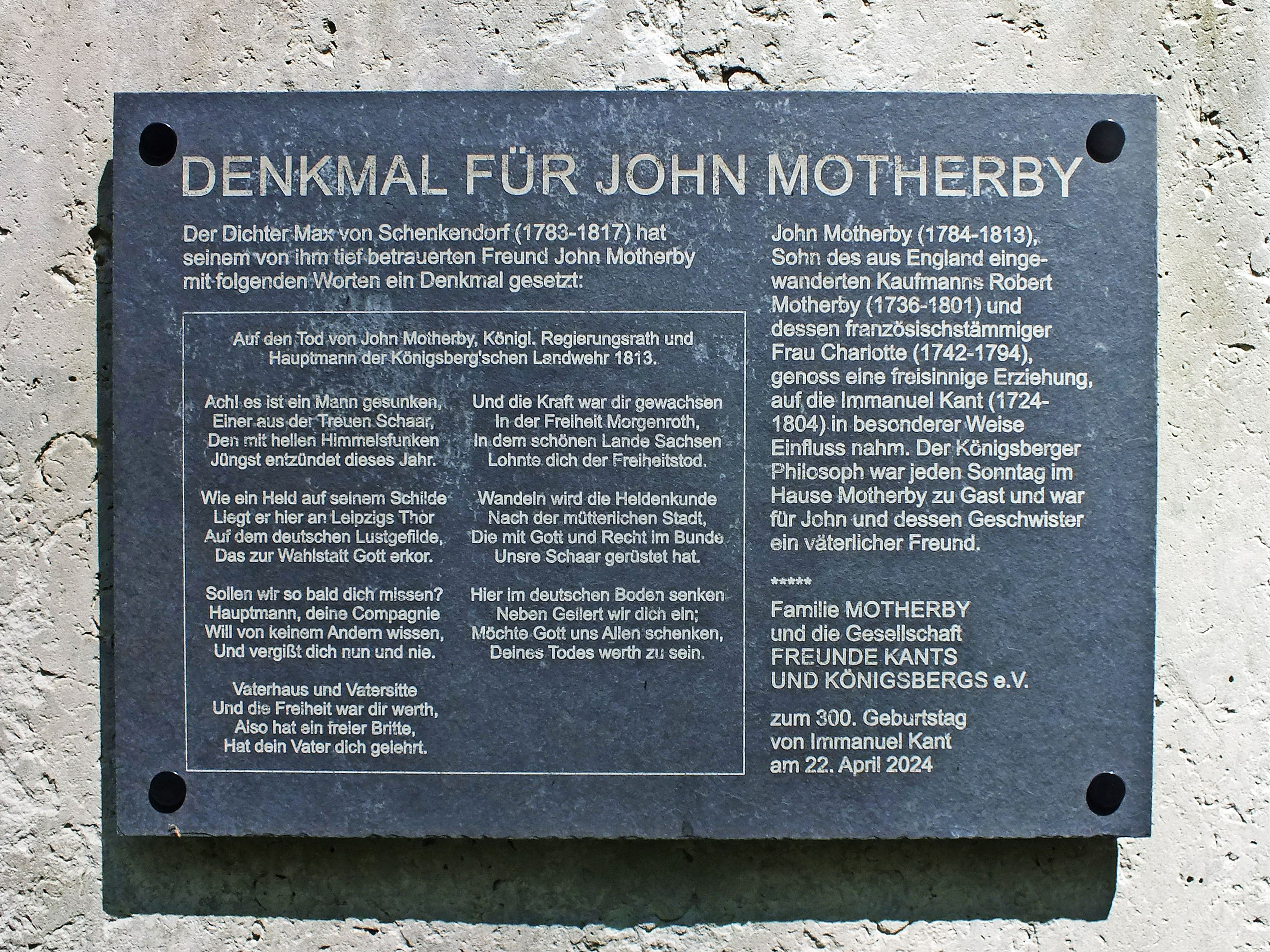
Infotafel mit einem Gedicht von Max von Schenkendorf (2025)

Das Grab verschwand Ende der 1920er Jahre durch den Bau des Grassimuseums. Das Kreuz wurde schließlich an seinem heutigen Standort aufgestellt. Mehrere Restaurierungen in den folgenden Jahrzehnten galten den Verwitterungsschäden am Sockel sowie der Entrostung und Neufassung des Kreuzes. Dabei wurde das ursprüngliche Silber der Umrandung und der Inschriften durch Gold ersetzt. In den 1990er Jahren wurde das Denkmal durch Vandalismus zweimal umgestürzt und beschädigt. Die bisher letzte Restaurierung erfolgte 2024. Es wurde statisch gesichert, erhielt einen neuen Anstrich und eine neue Vergoldung der Inschriften. Außerdem wurde es zur besseren Lesbarkeit beider Seiten um 90 ° gedreht und am Sockel eine Info-Tafel angebracht, die auch ein Gedicht von Max von Schenkendorf (1783–1817) auf John Motherby enthält. Finanziert wurde die Aktion durch Spenden der Familie Motherby und des Vereins Freunde Kants und Königsbergs e. V. sowie durch Mittel der Stadt Leipzig.